# Pučile
Pučile är ett samhälle i Bosnien och Hercegovina.   Det ligger i entiteten Republika Srpska, i den östra delen av landet, 120 km nordost om huvudstaden Sarajevo. Pučile ligger 113 meter över havet och antalet invånare är 2 221.
Terrängen runt Pučile är platt. Närmaste större samhälle är Bijeljina, 4,5 km norr om Pučile. 
Trakten runt Pučile består till största delen av jordbruksmark. Runt Pučile är det ganska tätbefolkat, med 96 invånare per kvadratkilometer.